# 鮑勃·楊
鮑勃·楊（英語：Bob Young，1894年2月18日—1960年9月8日，生於達勒姆郡布蘭登）是一位英格蘭足球員及主教練。他在職業足球員時期為新特蘭效力，期間受第一次世界大戰影響而中斷。他在其後執教诺里奇城 。在第一次世界大戰爆發後，他被派到歐洲大陸作戰，獲軍功章。

## 註腳
1. 1 2  Dykes & Lamming 1999，第312頁
2. ↑  .   [2012-05-29]. （原始内容存档于2017-12-01）.